# Spartiniphaga insipidella
Spartiniphaga insipidella är en fjärilsart som beskrevs av Embrik Strand 1921. Spartiniphaga insipidella ingår i släktet Spartiniphaga och familjen nattflyn. Inga underarter finns listade i Catalogue of Life.